# Lignydesmus eutypus
Lignydesmus eutypus är en mångfotingart som först beskrevs av Chamberlin 1940.  Lignydesmus eutypus ingår i släktet Lignydesmus och familjen kuldubbelfotingar. Inga underarter finns listade i Catalogue of Life.